# 유감 (집금오)
유감(劉敢, ? ~ ?)은 전한 중기의 관료이다.

## 행적
정화 2년(기원전 91년), 여태자가 반란을 일으켰으나 패하여 달아났다(무고의 난). 집금오 유감은 무제의 명령으로 종정 유장락과 함께 여태자의 생모 무사황후에게서 인수를 빼앗았고, 무사황후는 스스로 목숨을 끊었다.

## 출전
- 반고, 《한서》 권97상 외척전 上

| 전임 범방거 | 전한의 집금오 (기원전 91년 당시) | 후임 곽광의 |